# مسابقات قهرمانی تکواندو جهان
مسابقات قهرمانی تکواندو جهان رقابت‌هایی می‌باشد که هر دو سال یک بار توسط فدراسیون جهانی تکواندو برگزار می‌شود. علاوه بر مسابقات قهرمانی کیوروگی (مبارزه)، مسابقات قهرمانی پارا جهانی و همچنین مسابقات قهرمانی پومسه و پارا پومسه نیز هر دو سال یکبار برگزار می‌شود.

## مسابقات
| سال  | تاریخ                | شهر و کشور میزبان            | ورزشگاه                    | قهرمان مردان | قهرمان زنان |
| ---- | -------------------- | ---------------------------- | -------------------------- | ------------ | ----------- |
| ۱۹۷۳ | ۲۵ تا ۲۷ مه          | سئول، کره جنوبی              | Kukkiwon Gymnasium         | کره جنوبی    |             |
| ۱۹۷۵ | ۲۸ تا ۳۱ اوت         | سئول، کره جنوبی              | جانگچونگ آرنا              | کره جنوبی    |             |
| ۱۹۷۷ | ۱۵ تا ۱۷ سپتامبر     | شیکاگو، ایالات متحده آمریکا  | International Amphitheatre | کره جنوبی    |             |
| ۱۹۷۹ | ۲۶ تا ۲۸ اکتبر       | اشتوتگارت، آلمان غربی        | Sports Hall Sindelfingen   | کره جنوبی    |             |
| ۱۹۸۲ | ۲۴ تا ۲۷ فوریه       | گوایاکیول، اکوادور           | Coliseo Cerrado            | کره جنوبی    |             |
| ۱۹۸۳ | ۲۰ تا ۲۳ اکتبر       | کپنهاگ، دانمارک              | Brøndby Hallen             | کره جنوبی    |             |
| ۱۹۸۵ | ۴ تا ۸ سپتامبر       | سئول، کره جنوبی              | Jamsil Gymnasium           | کره جنوبی    |             |
| ۱۹۸۷ | ۷ تا ۱۱ اکتبر        | بارسلون، اسپانیا             | Palau dels Esports         | کره جنوبی    | کره جنوبی   |
| ۱۹۸۹ | ۹ تا ۱۴ اکتبر        | سئول، کره جنوبی              |                            | کره جنوبی    | کره جنوبی   |
| ۱۹۹۱ | ۲۸ اکتبر تا ۳ نوامبر | آتن، یونان                   |                            | کره جنوبی    | کره جنوبی   |
| ۱۹۹۳ | ۱۹ تا ۲۳ اوت         | نیویورک، ایالات متحده آمریکا | مدیسن اسکوئر گاردن         | کره جنوبی    | کره جنوبی   |
| ۱۹۹۵ | ۱۷ تا ۲۱ نوامبر      | مانیل، فیلیپین               | Folk Arts Theater          | کره جنوبی    | کره جنوبی   |
| ۱۹۹۷ | ۱۹ تا ۲۳ نوامبر      | هنگ کنگ                      | Hong Kong Coliseum         | کره جنوبی    | کره جنوبی   |
| ۱۹۹۹ | ۲ تا ۶ ژوئن          | ادمونتون، کانادا             | Butterdome                 | کره جنوبی    | کره جنوبی   |
| ۲۰۰۱ | ۱ تا ۷ نوامبر        | ججو، کره جنوبی               | Halla Indoor Gymnasium     | کره جنوبی    | کره جنوبی   |
| ۲۰۰۳ | ۲۴ تا ۲۸ سپتامبر     | گارمیش-پارتنکیرشن، آلمان     | Olympia-Eissport-Zentrum   | کره جنوبی    | کره جنوبی   |
| ۲۰۰۵ | ۱۳ تا ۱۷ آوریل       | مادرید، اسپانیا              | Palacio de Deportes        | کره جنوبی    | کره جنوبی   |
| ۲۰۰۷ | ۱۸ تا ۲۲ مه          | پکن، چین                     | Changping Gymnasium        | کره جنوبی    | کره جنوبی   |
| ۲۰۰۹ | ۱۴ تا ۱۸ اکتبر       | کپنهاگ، دانمارک              | Ballerup Super Arena       | کره جنوبی    | چین         |
| ۲۰۱۱ | ۱ تا ۶ مه            | گیونگجو، کره جنوبی           | Gyeongju Indoor Stadium    | ایران        | کره جنوبی   |
| ۲۰۱۳ | ۱۵ تا ۲۱ ژوئیه       | پوئبلا، مکزیک                |                            | کره جنوبی    | کره جنوبی   |
| ۲۰۱۵ | ۱۲ تا ۱۸ مه          | چلیابینسک، روسیه             |                            | ایران        | کره جنوبی   |
| ۲۰۱۷ | ۲۴ تا ۳۰ ژوئن        | موجو، کره جنوبی              | Taekwondowon               | کره جنوبی    | کره جنوبی   |
| ۲۰۱۹ | ۱۵ تا ۱۹ مه          | منچستر، بریتانیا             | منچستر آرنا                | کره جنوبی    | کره جنوبی   |
| ۲۰۲۲ | November 13–20       | گوادالاخارا، خالیسکو، مکزیک1 | CODE Metropolitano         | کره جنوبی    | مکزیک       |
| ۲۰۲۳ | May 29 – June 6      | باکو، جمهوری آذربایجان       | ورزشگاه کریستال باکو       | کره جنوبی    | ترکیه       |
| ۲۰۲۵ |                      | ووشی، چین                    |                            |              |             |

## جدول تمام مدال‌ها
| رتبه  | کشور                | طلا | نقره | برنز | مجموع |
| ۱     | کره جنوبی           | ۱۵۲ | ۲۷   | ۲۸   | ۲۰۷   |
| ۲     | اسپانیا             | ۲۲  | ۲۲   | ۵۷   | ۱۰۱   |
| ۳     | تایوان              | ۱۴  | ۲۳   | ۳۶   | ۷۳    |
| ۴     | ایالات متحده آمریکا | ۱۳  | ۱۹   | ۴۷   | ۷۹    |
| ۵     | ترکیه               | ۱۰  | ۱۸   | ۳۰   | ۵۸    |
| ۶     | ایران               | ۱۱  | ۱۵   | ۱۸   | ۴۲    |
| ۷     | چین                 | ۹   | ۸    | ۸    | ۲۵    |
| ۸     | فرانسه              | ۵   | ۱۰   | ۱۲   | ۲۷    |
| ۹     | آلمان               | ۴   | ۱۲   | ۳۰   | ۴۶    |
| ۱۰    | هلند                | ۴   | ۵    | ۱۵   | ۲۴    |
| ۱۱    | مکزیک               | ۳   | ۲۴   | ۲۹   | ۵۶    |
| ۱۲    | دانمارک             | ۲   | ۶    | ۳    | ۱۱    |
| ۱۲    | بریتانیای کبیر      | ۲   | ۶    | ۳    | ۱۱    |
| ۱۴    | تایلند              | ۲   | ۵    | ۱۰   | ۱۷    |
| ۱۵    | کرواسی              | ۲   | ۴    | ۹    | ۱۵    |
| ۱۶    | مصر                 | ۲   | ۳    | ۱۱   | ۱۶    |
| ۱۷    | مالی                | ۲   | ۰    | ۱    | ۳     |
| ۱۸    | کانادا              | ۱   | ۱۱   | ۱۲   | ۲۴    |
| ۱۹    | برزیل               | ۱   | ۴    | ۶    | ۱۱    |
| ۲۰    | یونان               | ۱   | ۳    | ۹    | ۱۳    |
| ۲۱    | کوبا                | ۱   | ۳    | ۳    | ۷     |
| ۲۲    | اکوادور             | ۱   | ۲    | ۱    | ۴     |
| ۲۳    | جمهوری آذربایجان    | ۱   | ۱    | ۶    | ۸     |
| ۲۴    | ایتالیا             | ۰   | ۵    | ۱۵   | ۲۰    |
| ۲۵    | فیلیپین             | ۰   | ۵    | ۶    | ۱۱    |
| ۲۶    | روسیه               | ۰   | ۳    | ۹    | ۱۲    |
| ۲۷    | مراکش               | ۰   | ۳    | ۷    | ۱۰    |
| ۲۸    | ساحل عاج            | ۰   | ۲    | ۱۱   | ۱۳    |
| ۲۹    | افغانستان           | ۰   | ۲    | ۲    | ۴     |
| ۲۹    | پورتوریکو           | ۰   | ۲    | ۲    | ۴     |
| ۳۱    | شیلی                | ۰   | ۲    | ۱    | ۳     |
| ۳۲    | اندونزی             | ۰   | ۲    | ۰    | ۲     |
| ۳۲    | ازبکستان            | ۰   | ۲    | ۰    | ۲     |
| ۳۴    | استرالیا            | ۰   | ۱    | ۱۷   | ۱۸    |
| ۳۵    | ونزوئلا             | ۰   | ۱    | ۴    | ۵     |
| ۳۶    | آرژانتین            | ۰   | ۱    | ۳    | ۴     |
| ۳۷    | بحرین               | ۰   | ۱    | ۰    | ۱     |
| ۳۷    | گوآم                | ۰   | ۱    | ۰    | ۱     |
| ۳۷    | پرتغال              | ۰   | ۱    | ۰    | ۱     |
| ۴۰    | قزاقستان            | ۰   | ۰    | ۶    | ۶     |
| ۴۱    | جمهوری دومینیکن     | ۰   | ۰    | ۵    | ۵     |
| ۴۱    | ژاپن                | ۰   | ۰    | ۵    | ۵     |
| ۴۱    | سوئد                | ۰   | ۰    | ۵    | ۵     |
| ۴۱    | ویتنام              | ۰   | ۰    | ۵    | ۵     |
| ۴۵    | صربستان             | ۰   | ۰    | ۴    | ۴     |
| ۴۶    | بلاروس              | ۰   | ۰    | ۳    | ۳     |
| ۴۶    | نروژ                | ۰   | ۰    | ۳    | ۳     |
| ۴۶    | عربستان سعودی       | ۰   | ۰    | ۳    | ۳     |
| ۴۹    | اتریش               | ۰   | ۰    | ۲    | ۲     |
| ۴۹    | بلژیک               | ۰   | ۰    | ۲    | ۲     |
| ۴۹    | قبرس                | ۰   | ۰    | ۲    | ۲     |
| ۴۹    | فنلاند              | ۰   | ۰    | ۲    | ۲     |
| ۴۹    | گواتمالا            | ۰   | ۰    | ۲    | ۲     |
| ۴۹    | مجارستان            | ۰   | ۰    | ۲    | ۲     |
| ۴۹    | اردن                | ۰   | ۰    | ۲    | ۲     |
| ۴۹    | مالزی               | ۰   | ۰    | ۲    | ۲     |
| ۴۹    | نپال                | ۰   | ۰    | ۲    | ۲     |
| ۴۹    | سنگال               | ۰   | ۰    | ۲    | ۲     |
| ۴۹    | سوئیس               | ۰   | ۰    | ۲    | ۲     |
| ۶۰    | کلمبیا              | ۰   | ۰    | ۱    | ۱     |
| ۶۰    | کاستاریکا           | ۰   | ۰    | ۱    | ۱     |
| ۶۰    | اسرائیل             | ۰   | ۰    | ۱    | ۱     |
| ۶۰    | نیجریه              | ۰   | ۰    | ۱    | ۱     |
| ۶۰    | لهستان              | ۰   | ۰    | ۱    | ۱     |
| ۶۰    | اوگاندا             | ۰   | ۰    | ۱    | ۱     |
| مجموع | مجموع               | ۲۶۴ | ۲۶۴  | ۵۲۸  | ۱۰۵۶  |